# Antonio Domínguez Ortiz
Antonio Domínguez Ortiz   (Sevilla, 18 d'octubre de 1909 - Granada, 21 de gener de 2003) va ser un historiador espanyol. Va ser un dels millors especialistes en la Història espanyola de l'Antic Règim, en particular de la Història social.

## Biografia
Va néixer a la ciutat de Sevilla, fou batejat en l'església de San Pedro, i estudià al col·legi dels Escolapis. Després de cursar dos anys, va abandonar els seus estudis, dedicant-se a treballar en el taller de talla i ebenisteria del seu pare. El 1923 decideix reiniciar els seus estudis a l'Escola Normal de Magisteri, que va acabar el 1927.
Posteriorment va ingressar en l'Institut de San Isidoro com a alumne lliure i després de superar el batxillerat universitari es va matricular en la Facultat de Filosofia i Lletres de la Universitat de Sevilla, secció Historia, es va llicenciar el 23 de setembre de 1932 amb la qualificació d'excel·lent i premi extraordinari. El 1933 va ser professor de l'Institut Murillo de Sevilla i poc després després de concurs oposició va ser professor auxiliar d'Història moderna i contemporània a la Universitat sevillana. Durant la Guerra Civil va ser mobilitzat a l'Arxiu de la Capitania General a Sevilla.
El 10 de setembre de 1940 va aconseguir la càtedra numerari d'Institut, sent destinat inicialment a Palma, després va passar per Cadis i posteriorment a Granada on va romandre fins a 1968, any en què es va traslladar a Madrid, on va continuar la seva labor docent. Es va doctorar en Història per la Universitat Complutense. Va impartir cursos d'Història a les universitats de Sevilla, Granada, Madrid, Menéndez Pelayo i en la delegació espanyola de la Universitat de Califòrnia.
Va ser acadèmic de nombre de la Reial Acadèmia de la Història. Director del Boletín d'aquesta institució des de 1975 a 1979, de la qual va cessar a petició pròpia pel seu trasllat de residència a Granada. Va ser a més, acadèmic corresponent de la British Academy, Acadèmia d'Història de Veneçuela, Bones Lletres de Sevilla, Ciència, Belles arts i Nobles Arts de Còrdova i altres; membre de l'institut d'Estudis Madrilenys; i President d'Honor del Centre d'Estudis Històrics de Granada i el seu Regne.
D'altra banda, va ser orador visitant al III Congrés d'Estudis Espanyols i Portuguesos celebrat a Rutgers (Nova Jersey, 1972). Conferenciant a diverses universitats europees i americanes. Ponent en nombrosos congressos històrics a Espanya i l'estranger. Premi Príncep d'Astúries de Ciències Socials el 1982 per la realització d'aportacions essencials per al coneixement i la identificació d'Espanya en el seu passat, especialment durant els segles XVI, XVII i XVIII. També ha estat nomenat Fill Predilecte d'Andalusia i ha estat investit Honoris causa per la Universitat de Cadis, la Complutense de Madrid, la Central de Barcelona, la de Bordeus i les universitats de Granada, Sevilla i Còrdova. Va morir als 93 anys.
En els seus estudis històrics introduí matèries econòmico-socials, matèries que fins aquells moment havien estat deixades de banda per la majoria dels historiadors. Així mateix s'interessà per temes controvertits, com la puresa de la sang i l'esclavitud a l'Espanya Moderna, la decadència del Casal d'Àustria així com els conflictes socials i religiosos dels segles xvi, xvii i xviii.

## Obres
- Orto y ocaso de Sevilla (1946)
- Política y hacienda de Felipe IV (1960)
- La sociedad española en el siglo XVII (1963 y 1970)
- La sociedad española en el siglo XVIII (1955)
- El incremento demográfico y sus problemas (1966)
- Crisis y decadencia en la España de los Austrias (1969)
- Los judeoconversos en España y América (1971)
- El Antiguo Régimen: los Reyes Católicos y los Austrias. Tomo III, Historia de España, Madrid, Alfaguara, 1973.
- Las clases privilegiadas en la España del Antiguo Régimen(1973)
- Hechos y figuras del siglo XVIII español(1973), Siglo XXI de España,ISBN 978-84-323-1321-9
- Sociedad y Estado en el siglo XVIII español, (1976), 2010
- El mosaico español, (1976), Urgoiti editores 2009 ISBN 978-84-935290-8-6
- Historia de los Moriscos. Vida y tragedia de una minoría (en colaboración con Bernard Vincent). Madrid, Revista de Occidente, 1978; 2.ª ed. en Madrid, Alianza, 1985.
- Historia de Andalucía (1980-1981).
- Andalucía, ayer y hoy (1983).
- La Sevilla del siglo XVII, Univ. de Sevilla, 1984 (tomo 5.º de la Historia de Sevilla), ISBN 84-7405-325-0
- Política fiscal y cambio en la España del siglo XVII, Madrid, Instituto de Estudios Fiscales, 1984.
- Instituciones y sociedad en la España de los Austrias, Barcelona, Ariel, (1985), volumen misceláneo.
- Carlos III y la España de la Ilustración (1988), Alianza, 2005 ISBN 978-84-206-5970-1
- Las claves del despotismo español, 1715-1789, Barcelona, Planeta, 1990
- Los judeoconversos en la España moderna, Madrid, Mapfre, 1992.
- La sociedad americana y la corona española en el siglo XVII, Madrid, Marcial Pons, 1996.
- Los extranjeros en la vida española durante el siglo XVII, Sevilla, Diputación, 1996 ISBN 84-88603-24-X
- Estudios americanistas, Madrid, RAH, 1998
- España, tres milenios de historia (2000), Madrid, Marcial Pons, 2007 ISBN 978-84-96467-51-4
- La esclavitud en Castilla en la Edad moderna y otros estudios de marginados, Granada, Comares, 2003, ISBN 84-8444-771-5
- En torno al municipio en la edad moderna, Centro Estudios Municipales y de Cooperación Internacional, 2006 ISBN 978-84-88282-76-7
- Moriscos: la mirada de un historiador, Fundación El Legado Andalusí; Universidad de Granada, 2009 ISBN 978-84-96395-65-7
- Colectivo, América y la monarquía española, Comares, 2010 ISBN 978-84-9836-671-6.
- Estudios de la Inquisición española, Comares, 2010 ISBN 978-84-9836-681-5